# Михаел фон Фаулхабер
Михаел фон Фаулхабер (на немски: Michael von Faulhaber; * 5 март 1869, Хайденфелд при Швайнфурт; † 12 юни 1952, Мюнхен) е епископ на Шпайер (1910 – 1917), архиепископ на Мюнхен и Фрайзинг (1917 – 1952) и от 1921 г. кардинал. От 1913 г. той се казва фон Фаулхабер.

## Живот
Той е третото дете от общо седем деца на пекаря Михаел (1831 – 1900) и Маргарета Фаулхабер, родена Шмит (1839 – 1911), дъщеря на пекар от Бергтхайм.
Селският свещеник му помага от 1879 г. да посещава гимназията в Швайнфурт. През 1883 г. той е приет в епископския семинар за момчета във Вюрцбург и посещава там „Кралската нова гимназия“. След това през 1888/89 г. той е доброволец в баварската кралска войска. На 26 октомври 1889 г. Михаел влиза в семинара за свещеници във Вюрцбург. На 1 август 1892 г. той е ръкоположен за свещеник. След това става каплан в Китцинген.
На 6 май 1895 г. Михаел става доктор по теология в универстета във Вюрцбург и на 11 ноември 1899 г. той става там частен доцент. На 26 юли 1903 г. става професор по библейска история в университета в Страсбург.
На 4 ноември 1910 г., по предложение на баварския културен министър, Михаел става епископ на Шпайер. В началото на Първата световна война (1914) Фаулхабер става заместник военен пробст (военен епископ) на баварската армия. От 26 май 1917 г. е архиепископ на Мюнхен и Фрайзинг. Въведен е на служба на 3 септември 1917 г.
На 7 март 1921 г. папата Бенедикт XV го прави кардинал и малко след това кардиналски свещеник на църквата Света Анастасия в Рим. Кардинал Фаулхабер води дневници от 1911 до 1952 г. за посетителите си и разговорите си.
Михаел фон Фаулхабер помазва на 29 юни 1951 г. на свещеници Йозеф Алоиз Рацингер, по-късният папа Бенедикт XVI († 2022), и неговия брат Георг Рацингер († 2020), в катедралата на Фрайзинг.
Кардинал Фаулхабер е погребан в криптата на катедралата „Фрауенкирхе“ в Мюнхен.

## Издания
Кардинал Фаулхабер има издадени произведенията:
- 1896: Die griechischen Apologeten der klassischen Väterzeit I
- 1899: Die Propheten-Catenen nach römischen Handschriften
- 1900: Hesychios (Presbyter)/Hesychii Hierosolymitani Interpretatio Jesaja/Isaiae Prophetae, nunc primum in lucem edita, prolegomenis, commentario critico, indice adaueta a Michaele Faulhaber
- 1902: Hohelied-, Proverbien-und Prediger-Catenen
- 1903: Die Catenenhandschriften in den spanischen Bibliotheken
- 1907: Schule und Religion. Vortrag
- 1911: Priester und Volk und unsere Zeit. Rede auf dem Mainzer Katholikentag
- 1912: Charakterbilder der biblischen Frauenwelt
- 1913: Das Mailänder Edikt und die Freiheit der Kirche
- 1914: Die Strophentechnik der biblischen Poesie
- 1915: Waffen des Lichtes. Gesammelte Kriegsreden
- 1917: Das Schwert des Geistes. Feldpredigten im Weltkrieg.
- 1922: Petrus stirbt nicht. Hirtenbrief zur Fastenzeit
- 1925: Canisiuspredigten
- 1929: Die Vesperpsalmen der Sonn-und Feiertage
- 1931: Rufende Stimmen in der Wüste der Gegenwart, gesammelte Reden, Predigten, Hirtenbriefe
- 1932: Zeitrufe – Gottesrufe, gesammelte Predigten
- 1933: Judentum, Christentum, Germanentum Huber, München